# Joy of Cooking
Pour l’article homonyme, voir The Joy of Cooking.
Joy of Cooking est groupe de musique américain de folk rock fondé en 1967 à Berkeley. Il est un des tout premiers groupes de rock dirigé par des femmes, en l'occurrence Terry Garthwraite et Toni Brown. Joy of Cooking est également un des premiers à aborder dans ses chansons des thématiques féministes,,.

## Discographie
Quatre disques sont sortis chez Capitol Records : trois albums dans les années 1970 et une anthologie en 1993.
- Joy of Cooking (en) (1971)
- Closer to the Ground (it) (1971)
- Castles (it) (1972)
- American Originals (1993)